# Santa Maria Liberatrice a Monte Testaccio
Santa Maria Liberatrice ou Igreja de Nossa Senhora Libertadora é uma igreja de Roma, Itália, localizada no rione Testaccio. É dedicada a Nossa Senhora Libertadora e sede de uma paróquia de mesmo nome.
O cardeal-diácono protetor da Santa Maria Libertadora no Monte Testácio é Giovanni Lajolo, prefeito-emérito da Pontifícia Comissão para o Estado da Cidade do Vaticano.
É a única igreja paroquial do rione e está em seu ponto central. Desde o fechamento de Santa Maria della Divina Provvidenza, em 2008, é atualmente a única igreja em Testaccio.

## História
Esta igreja é sede da única paróquia do rione Testaccio e é oficiada pelos salesianos de Dom Bosco. A construção foi realizada na primeira metade do século XX, entre 1906-8. Na época, a população de Testaccio era quase inteiramente operária e, enquanto o prefeito Ernesto Nathan encarregou Domenico Orano de promover projetos culturais e sociais no rione, o papa Pio X ordenou a construção da nova igreja paroquial, um projeto do arquiteto Mario Ceradini, primeiro para os beneditinos e, depois, para os salesianos, que já atuavam na região.
O papa quis que esta nova igreja fosse dedicada à memória da população romana e, por isto, deu-lhe o título de "Nossa Senhora Libertadora", que era até então venerada em Santa Maria Liberatrice al Foro Romano, construída no século XIII acima das ruínas da antiga igreja Santa Maria Antiqua al Foro e restaurada por Onorio Longhi em 1617.
Ele também doou à igreja a venerada imagem de "Sancta Maria libera nos a poenis inferni" ("Nossa Senhora, livrai-nos das penas do inferno"). Este antiquíssimo afresco, ligeiramente côncavo por ter vindo da abside da igreja antiga, foi armazenado pelas Oblatas de Tor de' Specchi, cujo brasão adorna a igreja atual, assim como o dos salesianos e o do papa Pio X.
A história da igreja é resumida por esta inscrição no interior: "Esta igreja perpetua o culto de Nossa Senhora Libertadora herdando o título e o ícone da igreja homônima demolida que, do século XVI até 1899, esteve no lugar e custodiou a memória de Santa Maria Antiqua, o primeiro santuário da Mãe de Deus no mundo. Os salesianos do venerável João Bosco, com a ajuda dos cooperadores e das nobres oblatas de Tor de' Specchi construíram o renovado santuário para que fosse solene e perpétua homenagem a Sua Santidade Pio X no ano jubilar de seu sacerdócio".
Na fachada, um mosaico, reconstruído em 1925 depois de uma desastrosa tentativa de destacamento, reproduz fielmente um afresco em Santa Maria Antiqua. A linha central do piso foi realizada também em mosaico, branco e preto, e é constituída por painéis alternados de motivos geométricos e signos zodiacais, representando uma sequência que parte de Aquário e conclui, no altar, com Capricórnio (o suposto "signo de Cristo").

## Galeria

Imagens da igreja
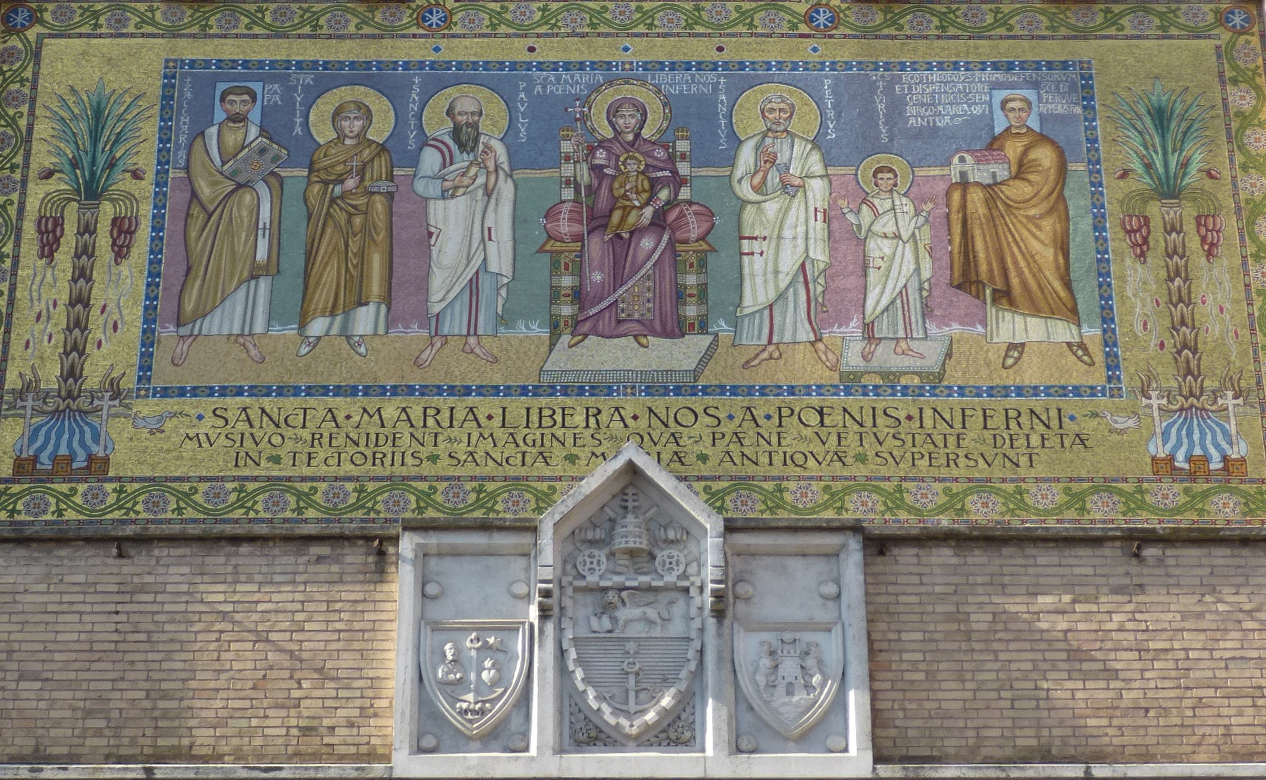
Detalhe do mosaico na fachada.
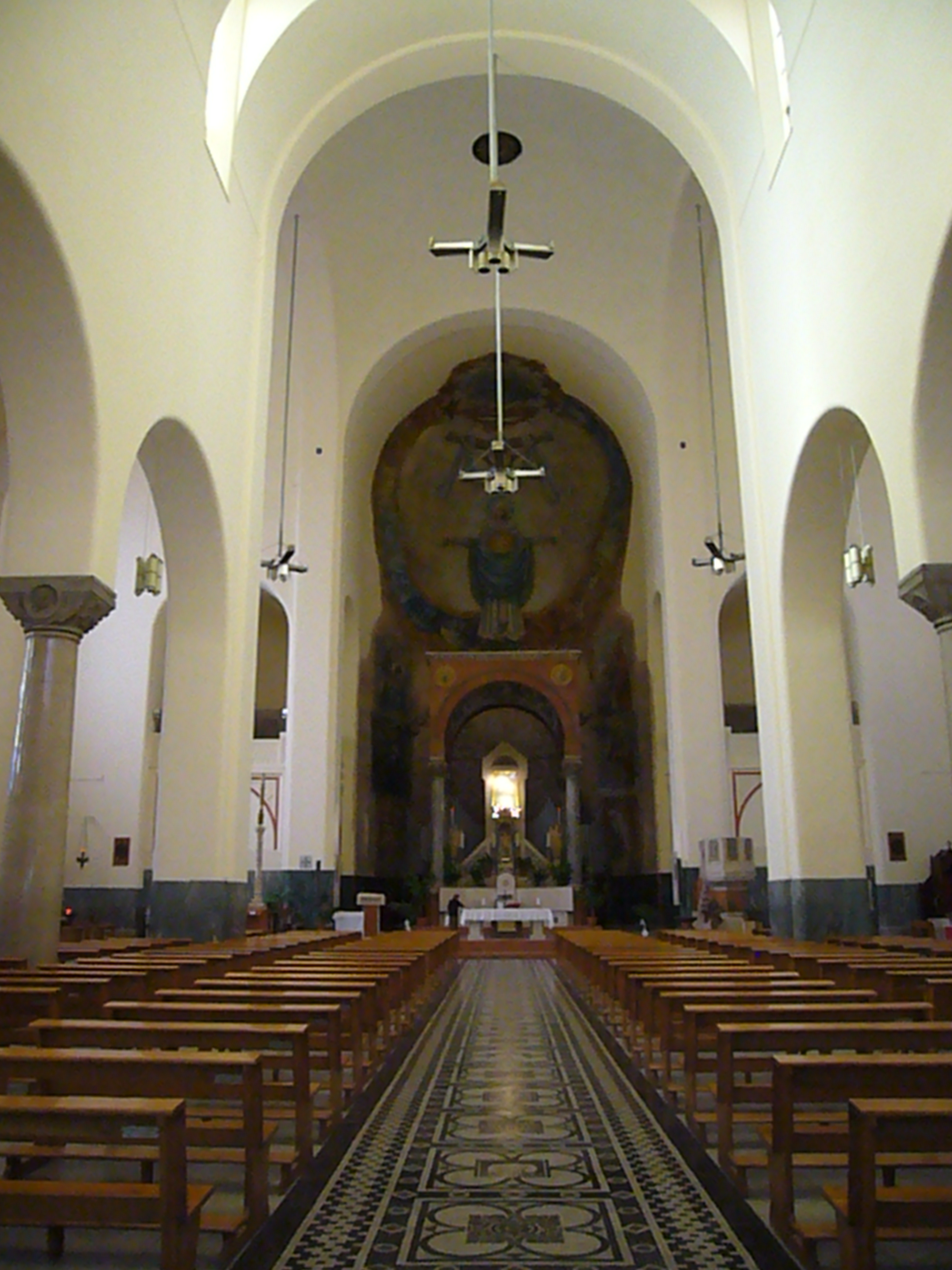
Vista do interior.
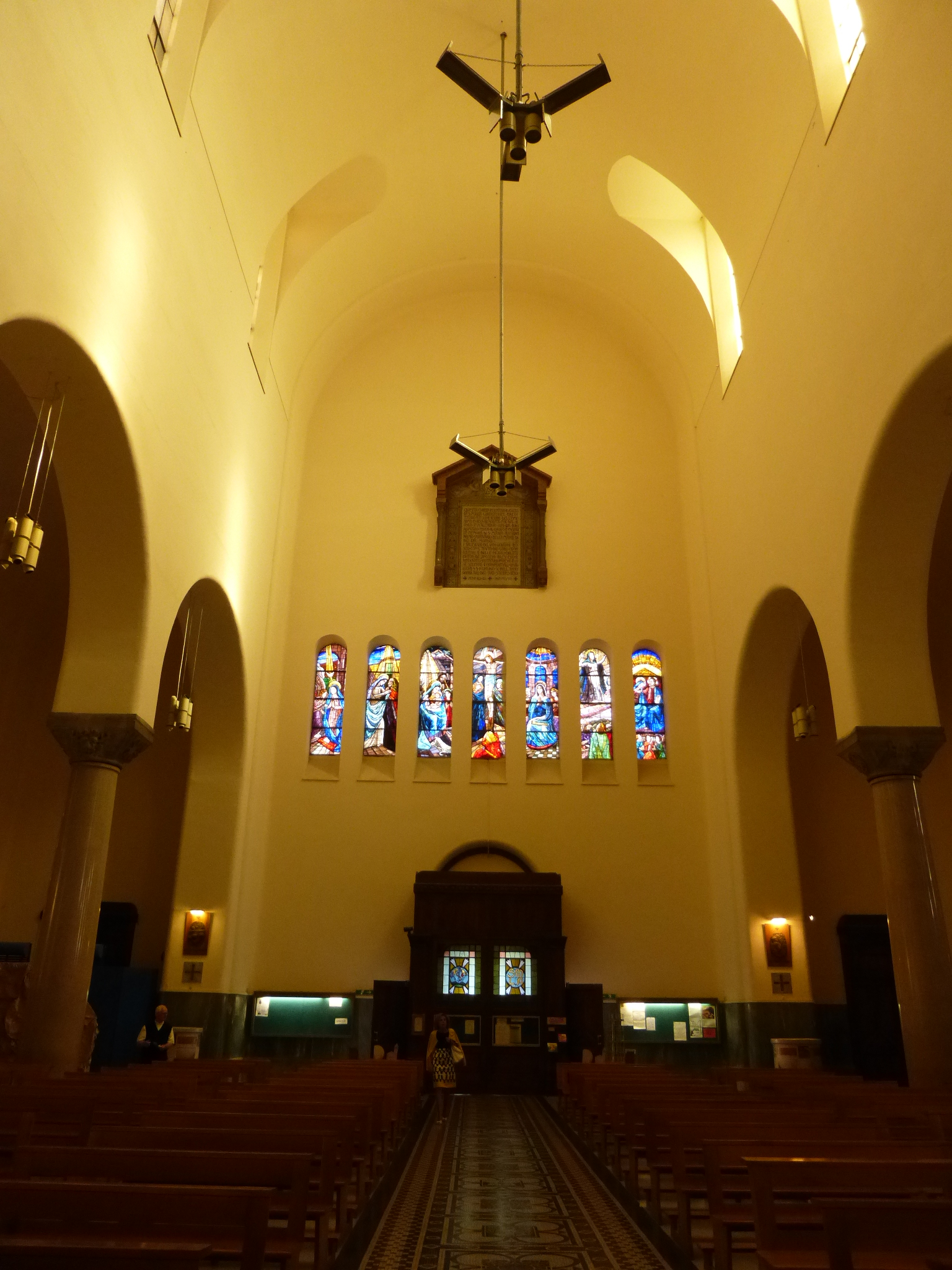
Contra-fachada.
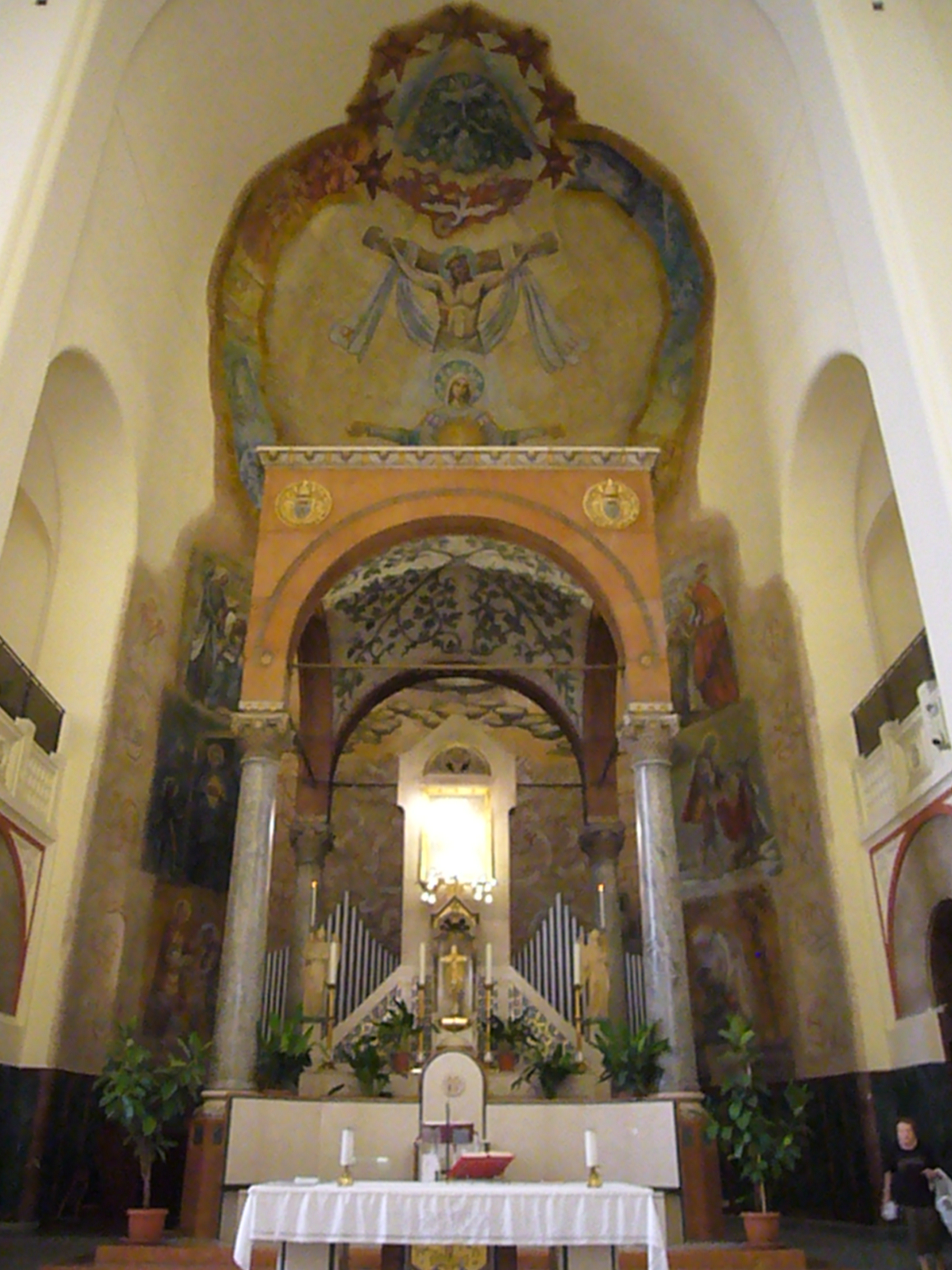
Altar-mor.
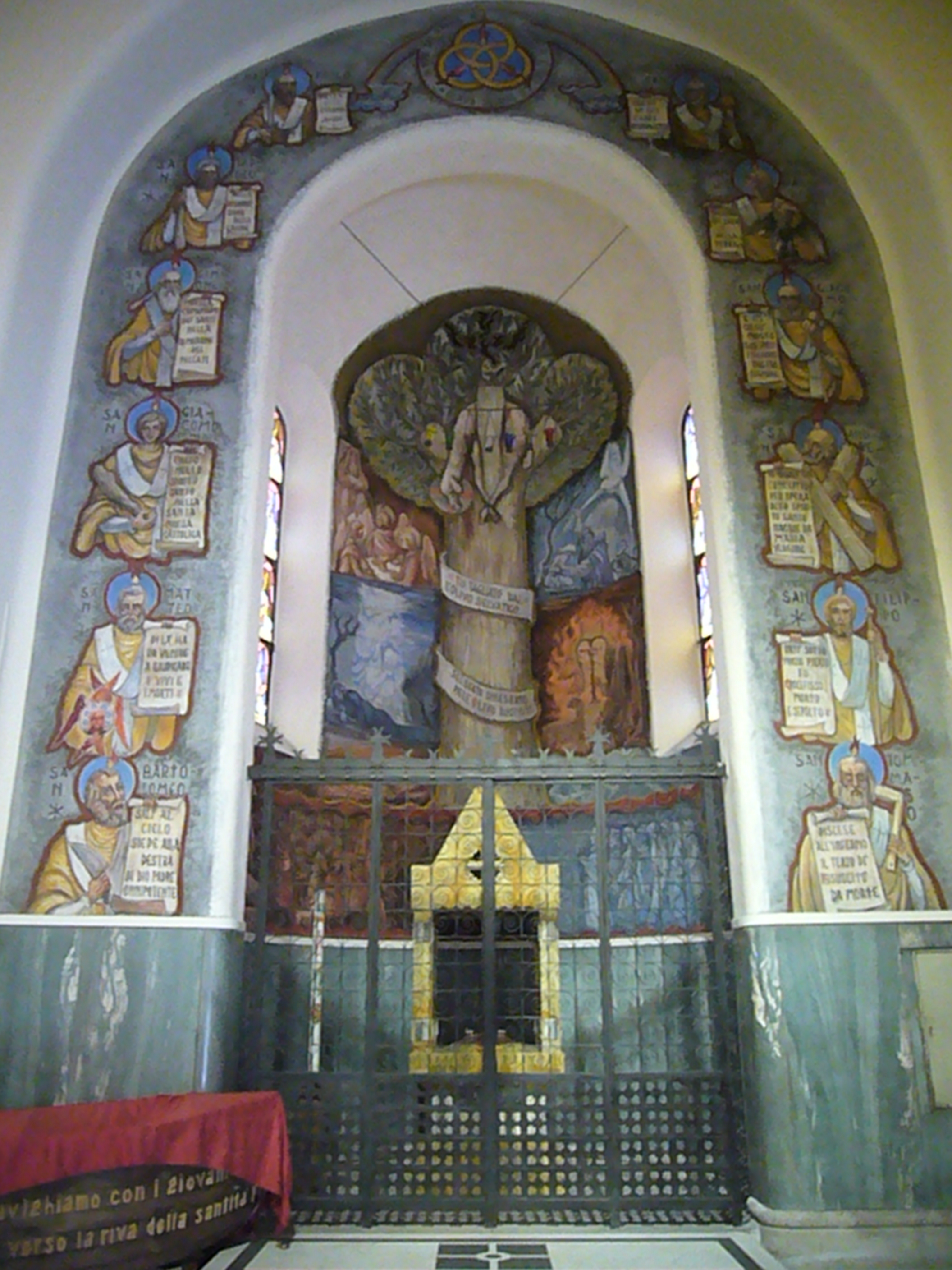
Capela do sacrário.
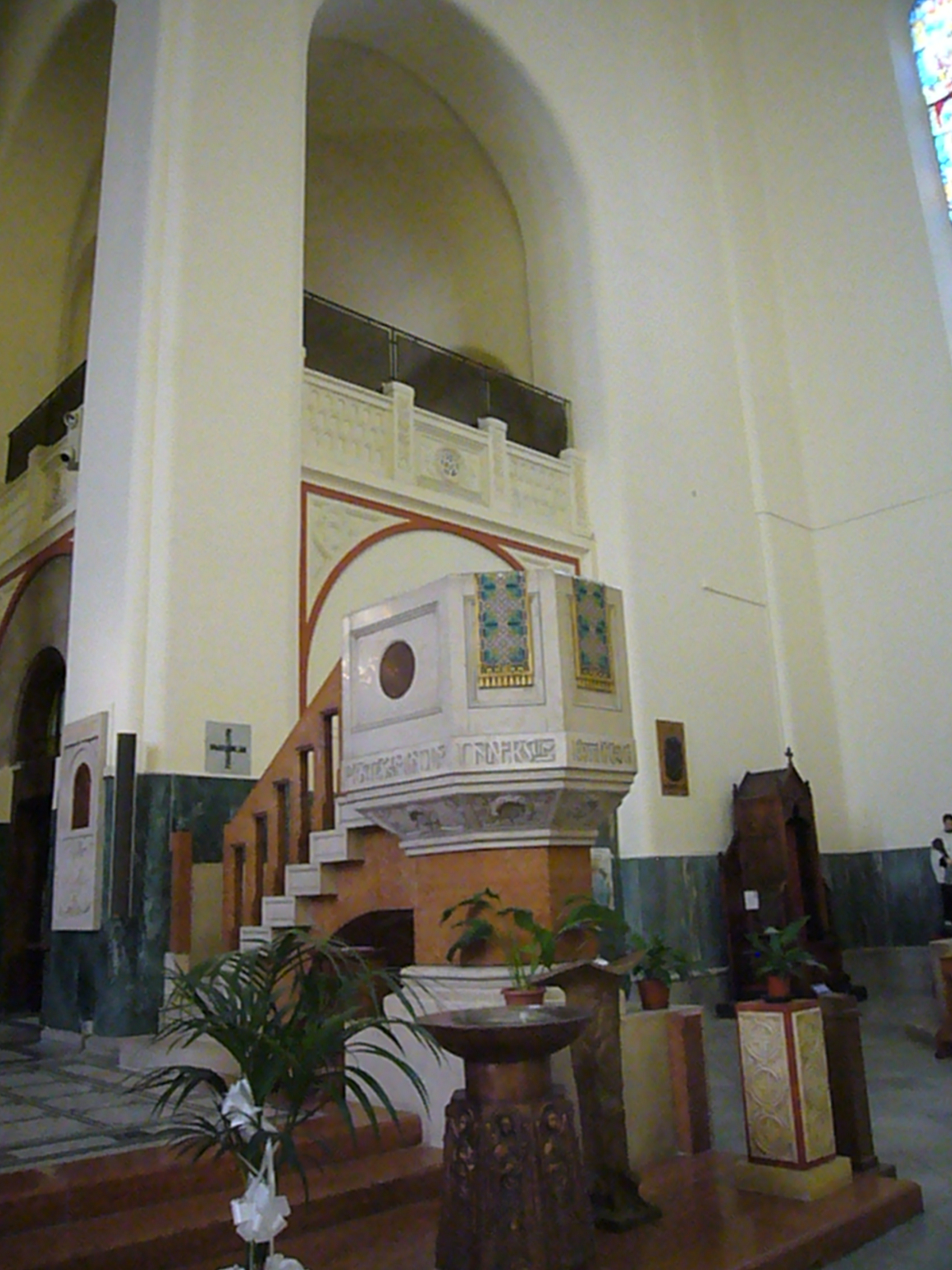
Púlpito.
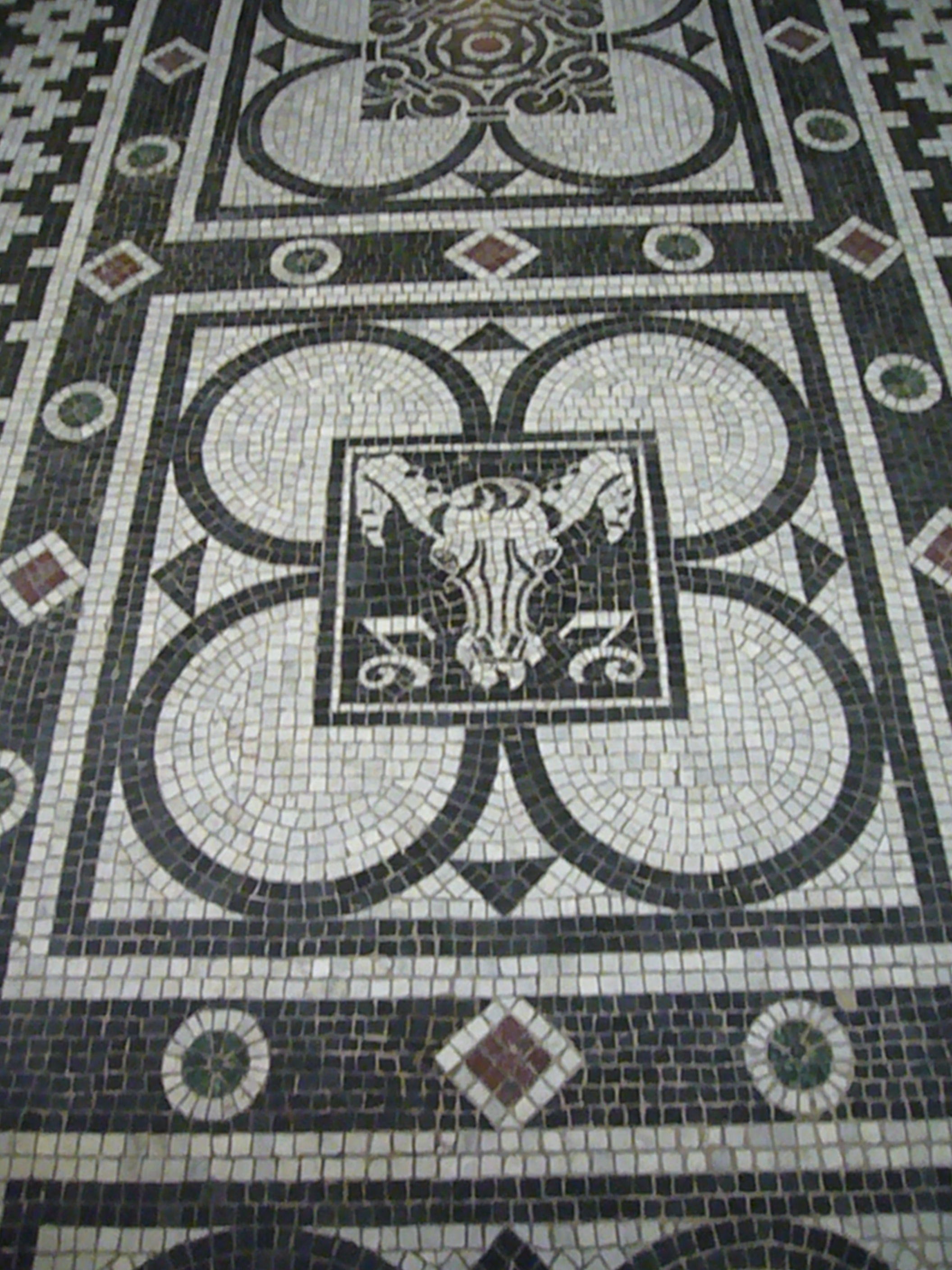
Mosaico de Capricórnio, o suposto signo de Cristo.